# Athysanus
Athysanus  (лат.) — род цикадок из отряда полужесткокрылые насекомые. 

## Описание
Цикадки размером 4-5 мм. Умеренно стройные, с широкой, округло выступающей поперечной головой. Переход лица в темя закруглен. В СССР 2 вида.
- Athysanus argentarius Metcalf, 1955
- Athysanus lugubris Melichar, 1896
- Athysanus luridus Ferrari, 1882
- Athysanus quadrum Boheman, 1845 — Палеарктика